# Västlig nikator
Västlig nikator (Nicator chloris) är en fågel i familjen nikatorer inom ordningen tättingar.

## Utseende och läte
Nikatorer är udda fåglar lika busktörnskator med kraftiga krokförsedda näbbar. Ovansidan hos västlig nikator är olivgrön med tydliga vita fläckar på vingarna, medan undersidan är ljus. I flykten är gula hörn på stjärten tydliga. Den är mycket lik vitstrupig nikator, men deras utbredningsområden överlappar ej. Gulstrupig nikator är mindre med gult på strupen och ett streck ovan ögat. Arten är mycket ljudlig och upptäcks ofta på lätet, ett genomträngande "chaak", medan sången är en snabb ramsa av ihåliga toner.

## Utbredning och systematik
Västlig nikator förekommer från Senegal till norra Angola, Demokratiska republiken Kongo, Uganda, södra Sydsudan och västra Tanzania. Den behandlas som monotypisk, det vill säga att den inte delas in i några underarter.

### Familjetillhörighet
Nikatorerna har placerats i familjer som bulbyler (Pycnonotidae) och busktörnskator (Malaconotidae). Genetiska studier visar dock att de utgör en helt egen och tidig utvecklingslinje inom överfamiljen sångare (Sylvioidea). Exakt vilka nikatorernas närmaste släktingar är har inte klarlagts, där olika genetiska studier ger olika resultat: systerklad till en grupp bestående av lärkor och skäggmes, i en polytomi med denna grupp och resten av Sylvioidea eller systerklad till resten av Sylvioidea med eller utan lärkorna.

## Levnadssätt
Arten hittas i regnskog, galleriskog, buskage, frodiga uppväxande miljöer och tätt skogslandskap. Där lever den tillbakadraget, oftast i snårig undervegetation och medelhög växtlighet.

## Status och hot
Arten har ett stort utbredningsområde, men tros minska i antal, dock inte tillräckligt kraftigt för att den ska betraktas som hotad. Internationella naturvårdsunionen IUCN listar arten som livskraftig (LC). Världspopulationen har inte uppskattats men den beskrivs som generellt vanlig.